# VVOG
VVOG is een voetbalclub uit Harderwijk, opgericht in 1927. De clubkleuren zijn groen en wit. Het eerste zaterdagelftal speelt in de Vierde divisie (seizoen 2023/24).
Het eerste zondagelftal speelde in de Vijfde klasse zondag van het district Oost in het seizoen 2015/16. In het seizoen 2016/17 is het team niet ingeschreven.
VVOG is opgericht op 13 mei 1927 als zondagvereniging VOG (Vereniging Ons Genoegen). Deze naam moest van de KNVB gewijzigd worden omdat er al een voetbalvereniging bestond die VOG heette. Later kreeg de ploeg nog een zaterdagafdeling die lange tijd actief geweest is op het hoogste amateurniveau; destijds de Hoofdklasse C.

## Zaterdagafdeling
Vanaf 1945 wordt er ook op zaterdag gevoetbald bij VVOG. De zaterdagafdeling kent grote successen in het amateurvoetbal, zo worden de Harderwijkers in het seizoen '68/'69 algeheel amateurkampioen van Nederland en ook in het seizoen '96/'97 wordt de ploeg onder leiding van Dwight Lodeweges kampioen van alle zaterdagamateurs.
Ook in de beker verwierf VVOG ooit eens nationale bekendheid. In het seizoen '88/'89 won VVOG in de beker van profploegen als Excelsior en Helmond Sport. De ploeg verloor een ronde verder pas in de laatste minuut van FC Groningen.
De laatste jaren gaat het iets minder met de Harderwijkers. In het seizoen 2006/07 ontsnapte VVOG aan degradatie naar de eerste klasse door de beslissingswedstrijden tegen Huizen en DVS '33 na verlenging winnend af te sluiten. In het seizoen 2007/08 viel echter het doek voor VVOG. In een beslissingswedstrijd tegen ARC verloor VVOG na vele jaren het Hoofdklasserschap. Het seizoen 2008/09 kwam VVOG uit in de eerste klasse met onder andere streekgenoten DVS '33, SDV Barneveld en DOS Kampen. De groenwitten misten een periodetitel op een haar na. De uiteindelijke vierde plek in de eindstand gaf geen recht op nacompetitie. Via de nacompetitie is VVOG inmiddels in het seizoen 2010/2011 weer gepromoveerd naar de Hoofdklasse, waar het zich in het seizoen 2011/2012 via nacompetitie wist te handhaven.
VVOG promoveerde in 2016 vanuit de Hoofdklasse naar de nieuwe gevormde Derde Divisie en speelde tot de degradatie in 2023 op dit niveau. Na twee seizoenen in de Vierde Divisie degradeerde VVOG naar de Eerste klasse. In het tweede seizoen won de club nog de eerste periodetitel, wat normaal gesproken recht geeft op het spelen van nacompetitie om promotie. Echter eindigde VVOG op de 13e plaats en dat betekende dat het de nacompetitie tegen degradatie moest spelen, in plaats van die om promotie. De periodetitel verviel en er volgde zelfs degradatie.  

## Zondagafdeling
De zondagafdeling kende de primeur dat er voor het eerst in Harderwijk in clubverband gevoetbald werd (1933). VVOG Zondag kende alleen niet de successen die de zaterdagafdeling later wel behaalde. Het hoogste wat de zondagafdeling ooit gehaald heeft is de tweede klasse. Halverwege de jaren negentig was VVOG hard op weg naar de kelder van het amateurvoetbal en speelde vijfde klasse. De zondagafdeling kende in het seizoen 2005/06 onder leiding van Anton Descendre nog een succesje, het kampioenschap in de vijfde klasse, en promoveerde nadien naar de vierde klasse. Eind 2006 trok het bestuur van VVOG echter de stekker uit het eerste elftal van de zondagafdeling, nadat dit elftal zich diverse keren hadden misdragen en wedstrijden uit de hand had laten lopen. Sindsdien wordt er op de zondagafdeling alleen nog maar recreatief gevoetbald.
In het seizoen 2015/16 had de club zich opnieuw ingeschreven met een team in de standaardcompetitie. Het bleef echter bij één seizoen.

## Competitieresultaten 1953–2025 (zaterdag)
| 1 4A |

| 1 4A |

| 2 |

| 5 |

| 2 |

| 2 3B |

| 7 3B |

| 4 3B |

| 4 |

| 6 |

| 11 2B |

| 1 |

| 12 2B |

| 5 2C |

| 8 2C |

| 4 2C |

| 1 2D |

| 8 2C |

| 1 2C |

| 7 1B |

| 8 1B |

| 5 1B |

| 3 1B |

| 11 1A |

| 4 1B |

| 13 1B |

| 4 2C |

| 2 2C |

| 1 2C |

| 12 1B |

| 1 2C |

| 5 1B |

| 4 1C |

| 10 1B |

| 3 1C |

| 4 1B |

| 3 1B |

| 2 1C |

| 7 1A |

| 4 1B |

| 9 1B |

| 3 1C |

| 9 1C |

| 5 1C |

| 1 C |

| 4 B |

| 5 C |

| 4 C |

| 3 C |

| 7 C |

| 3 C |

| 6 C |

| 7 C |

| 7 B |

| 13 B |

| 12 C |

| 4 1D |

| 7 1D |

| 3 1D |

| 11 C |

| 8 C |

| 10 C |

| 8 C |

| 4 C |

| 10 |

| 13 |

| 14 |

| 17* |

| -- |

| 16 |

| 15 |

| 4 |

| 13 |

| Derde Divisie | Hoofdklasse/4e Divisie | Eerste klasse | Tweede klasse | Derde klasse | Vierde klasse |

## VVOG in de KNVB Beker
Dit schema laat de resultaten zien van VVOG tegen profclubs in de KNVB Beker.
| Seizoen | Ronde    | Wedstrijd              | Uitslag           |
| ------- | -------- | ---------------------- | ----------------- |
| 1985/86 | 2e ronde | VVOG - SBV Haarlem     | 2-2 (T) / 1-4 (U) |
| 1987/88 | 1e ronde | VVOG - EVV Eindhoven   | 1-2               |
| 1988/89 | 1e ronde | VVOG - SBV Excelsior   | 3-1               |
| 1988/89 | 2e ronde | VVOG - Helmond Sport   | 3-1 n.v.          |
| 1988/89 | 3e ronde | VVOG - FC Groningen    | 0-1               |
| 1990/91 | 1e ronde | VVOG - FC Wageningen   | 0-3               |
| 1997/98 | Groep 1  | VVOG - sc Heerenveen   | 1-10              |
| 1997/98 | Groep 1  | VVOG - SC Cambuur      | 0-2               |
| 1999/00 | Groep 5  | VVOG - NEC Nijmegen    | 0-6               |
| 2000/01 | Groep 18 | Go Ahead Eagles - VVOG | 3-0               |
| 2000/01 | Groep 18 | VVOG - FC Twente       | 1-6               |
| 1999/00 | Groep 15 | VVOG - Vitesse         | 0-6               |
| 2002/03 | Groep 18 | BV Emmen - VVOG        | 4-0               |
| 2002/03 | Groep 18 | VVOG - Go Ahead Eagles | 1-2               |
| 2003/04 | 1e ronde | VVOG - FC Twente       | 0-7               |
| 2012/13 | 2e ronde | VVOG - FC Emmen        | 0-0 (4-5 n.s.)    |

## Competitieresultaten 1953–2016 (zondag)
| 8 4K |

| 5 4K |

| 5 4K |

| 12 4J |

|  |

| 3 4G |

| 3 4G |

| 9 4H |

| 9 4G |

| 10 4G |

| 4 4G |

| 4 4G |

| 3 4G |

| 4 4G |

| 9 4G |

| 2 4G |

| 7 4G |

| 1 4G |

| 1 3D |

| 7 2B |

| 9 2B |

| 10 2B |

| 11 2B |

| 3 3D |

| 1 3D |

| 12 2B |

| 14 2B |

| 12 3D |

| 7 4G |

| 4 4G |

| 7 4G |

| 6 4G |

| 1 4G |

| 6 3D |

| 4 3D |

| 9 3D |

| 2 3D |

| 7 3D |

| 5 3D |

| 10 3D |

| 8 3D |

| 11 3D |

| 5 4G |

| 11 4G |

| 6 4G |

| 7 4G |

| 2 4G |

| 5 4G |

| 6 4G |

| 8 4G |

| 9 4G |

| 4 4G |

| 9 4G |

| 11 4G |

| 3 5G |

| 9 5G |

| 3 5G |

| 1 5G |

| 9 4G |

|  |

|  |

|  |

|  |

|  |

|  |

|  |

|  |

|  |

| 10 5H |

| Tweede klasse | Derde klasse | Vierde klasse | Vijfde klasse |

In elke staaf van de grafiek staat van boven naar beneden vermeld: 
- Eindnotering

Dit is de positie die de club heeft bereikt in de competitie, zonder eventuele beslissings-, play-off- of nacompetitiewedstrijden die nodig zijn geweest om bijvoorbeeld de kampioen van de competitie te bepalen.
Indien een * achter het getal staat is de notering een tussenstand en kan het zijn dat de notering niet overeenkomt met de uiteindelijke eindstand van de competitie.
Staat er een - dan is het seizoen nog bezig en is er geen definitieve uitslag bekend.
Staat er xx op de positie van de notering, dan heeft de club vroegtijdig de competitie verlaten. Dit kan onder andere komen door terugtrekking van het team, faillissement van de club of door een uitgedeelde straf van de KNVB. In veel gevallen staat elders in het artikel de reden vermeld.
Staat er een ? dan is het resultaat uit het verleden onbekend, en is alleen de competitie of het niveau bekend van dat seizoen.
In de seizoenen 2019/20 en 2020/21 werd wegens de coronacrisis het amateurvoetbal afgebroken. Daardoor kennen deze staven geen eindklassering (middels -- weergegeven).
- Competitieniveau en afdelingsletter of Officiële eindstand Eredivisie
  - Competitieniveau en afdelingsletter

Hierbij geeft het getal het niveau weer, dat ook terug te vinden is in de legenda. De letter is de afdelingsaanduiding en wordt gebruikt wanneer er meer afdelingen zijn op hetzelfde niveau. De afdelingsletter is altijd een hoofdletter en wordt meestal zonder nummer gebruikt.
Voorbeeld: 2F is niveau 2e klasse competitie F.
Het competitieniveau en nummer wordt niet vermeld wanneer er slechts één competitie van dit niveau was.
  - Officiële eindstand Eredivisie (getal staat tussen haakjes vermeld)

Sinds de introductie van play-offwedstrijden voor Europees voetbal na afloop van de reguliere competitie in 2005/06, is de KNVB verplicht een eindstand van de Eredivisie door te geven aan de UEFA aan de hand van deze play-offwedstrijden.
Bij deze eindstand staan clubs die zich hebben gekwalificeerd voor Europees voetbal hoger dan clubs die zich niet wisten te kwalificeren. Indien er geen verschil was tussen de eindnotering en de officiële eindstand, staat dit getal niet vermeld.

- Onderafdeling

Hier staat afgekort de naam van de onderafdeling indien de club in dat jaar in een onderafdeling uitkwam. Tevens staat deze afkorting in de legenda en wordt gelinkt naar het artikel over deze onderafdeling. Deze afkorting wordt alleen vermeld wanneer de club in het verleden in verschillende onderafdelingen heeft gespeeld. Deze vermelding is in de staaf altijd in kleine letters. Deze onderafdelingen zijn na het seizoen 1995/96 afgeschaft. Heeft de club in slechts één onderafdeling gespeeld, dan is dit alleen terug te vinden in de legenda.
Onder de staaf staat het jaartal vermeld waarin het seizoen is afgesloten. 15 verwijst naar het seizoen 2014/15 of eventueel het seizoen 1914/15.
Wanneer een staaf leeg is, zijn deze gegevens niet bekend. Het kan ook zijn dat de club dat seizoen niet heeft meegespeeld op het hogere amateurniveau, vroegtijdig de competitie heeft verlaten of uit de competitie is gezet.

In het seizoen 1944/45 was er wegens de Tweede Wereldoorlog geen regulier competitievoetbal.

## Erelijst
- Tweede klasse D

1968/69
- Kampioen zaterdagamateurs

1968/69
- Algeheel amateurkampioen

1968/69
Districtsbeker Oost
Winnaar in 2003
Overige
Winnaar Zuiderzeecup 2012 & 2017

## Bekende (oud-)Groenen

### Spelers
- Linda van Beekhuizen
- Thomas Beelen
- Klaas Drost
- Peter Gerards
- Eltjo Gnodde
- Bert Konterman
- Danny van den Meiracker
- Marèse Nijman
- Nathalja Nijman
- Marlous Pieëte
- Bram van Polen
- Marco Roelofsen
- Richard Roelofsen
- Niek Vossebelt
- Thomas Vossebelt

### Trainers
- Hans van Arum
- Ed Engelkes
- Jacques Koole
- Gert Kruys
- Dwight Lodeweges